# Cheshire (condado de Berkshire, Massachusetts)
Cheshire é um lugar designado pelo censo localizado no condado de Berkshire no estado estadounidense de Massachusetts. No Censo de 2010 tinha uma população de 514 habitantes e uma densidade populacional de 516,81 pessoas por km².

## Geografia
Cheshire encontra-se localizado nas coordenadas 42° 33′ 40″ N, 73° 09′ 44″ O. Segundo a Departamento do Censo dos Estados Unidos, Cheshire tem uma superfície total de 0.99 km², da qual 0.99 km² correspondem a terra firme e (0%) 0 km² é água.

## Demografia
Segundo o censo de 2010, tinha 514 pessoas residindo em Cheshire. A densidade populacional era de 516,81 hab./km². Dos 514 habitantes, Cheshire estava composto pelo 97.47% brancos, o 0.58% eram afroamericanos, o 0.19% eram amerindios, o 0.19% eram asiáticos, o 0% eram insulares do Pacífico, o 0.39% eram de outras raças e o 1.17% pertenciam a duas ou mais raças. Do total da população o 0.19% eram hispanos ou latinos de qualquer raça.